# تیم رابینز
تیموتی فرانسیس رابینز (انگلیسی: Timothy Francis Robbins) (زاده ۱۶ اکتبر ۱۹۵۸) بازیگر برندهٔ جایزهٔ اسکار و همچنین فیلم‌نامه‌نویس، کارگردان، تهیه‌کننده، فعال اجتماعی و موسیقیدان آمریکایی است.
او برای مدتی طولانی شریک زندگی سوزان ساراندون بوده‌است. بیشتر او را به خاطر نقش‌هایش در فیلم‌هایی مثل بول دورهام، رستگاری در شاوشنک (به انگلیسی:The Shawshank Redemption) و نقش دیو بویل (به انگلیسی: Dave Boyle) در فیلم رودخانه مرموز (به انگلیسی: Mystic River) که به خاطرش جایزه اسکار بهترین بازیگر نقش مکمل مرد را گرفت می‌شناسند.

## زندگی اولیه
او در وست کوینا در ایالت کالیفرنیا متولد و در نیویورک سیتی بزرگ شد. فرزند Mary Robbins (بازیگر) Gilbert Lee Robbins (خوانندهٔ سبک Folk). تیم در ۱۲ سالگی تئاتر را در دبیرستان Stuyvesant شروع کرد و بعد از گذراندن ۲ سال در دانشگاه SUNY Plattsburgh به کالیفرنیا برگشت تا تحصیلاتش را در UCLA Film School ادامه دهد.

## دوره کاری
رابینز بازیگری را در تئاتر Theater for the New City آغاز کرد و بعد از فارغ‌ التحصیلی گروه تئاتر Actors' Gang را به همراهی دوستانش از جمله جان کیوساک (به انگلیسی: John Paul Cusack) برپا کرد.
کار در تلویزیون را با بازی در نقش‌های کوتاهی در چند قسمت از سریال‌های St. Elsewhere, Moonlighting, Gunfight at the So-So Corral آغاز کرد تا اینکه به صورت ناگهانی در نقش Nuke در Bull Durham بازی کرد و تمام توجه‌ها رو به سوی خود جلب کرد.
او جایزه بهترین بازیگر را از جشنواره فیلم کن به خاطر بازی در فیلم The Player دریافت کرد و سپس در فیلم تحسین شدهٔ The Shawshank Redemption در کنار مورگان فریمن که براساس داستان کوتاهی از استیون کینگ نوشته شده بود نفش آفرینی کرد.
او همچنین نویسندگی، کارگردانی و تهیه‌کنندگی چند کار با موضوعات قوی اجتماعی را انجام داده‌ است که از آن جمله می‌توان به Dead Man Walking 1995 اشاره کرد که او را نامزد دریافت اسکار بهترین کارگردان کرد.
او انواع نقش از جمله نقش تروریست در فیلم‌های Arlington Road و Antitrust و بازی در فیلم‌های کمیک
The Hudsucker Proxy, Nothing to Lose و High Fidelity را انجام داده‌ است. او همچنین کار خود را به عنوان بازیگر و کارگردان در Actors' Gang ادامه داد.
تیم در سال ۲۰۰۳ به خاطر ایفای نقش در فیلم رودخانه میستیک در نقش مردی که در بچگی مورد کودک آزاری قرار گرفته بود برنده بهترین نقش مکمل مرد از اسکار شد. او در سال ۲۰۰۵ جایزه مرد سال را از Pudding Pot Award از دانشگاه هاروارد دریافت کرد. رابینز همچنین در سال ۲۰۱۰ آلبومی از کارهای خود در طول ۲۵ سال کار به نام Tim Robbins & The Rogues Gallery Band ارائه کرد.

## زندگی شخصی

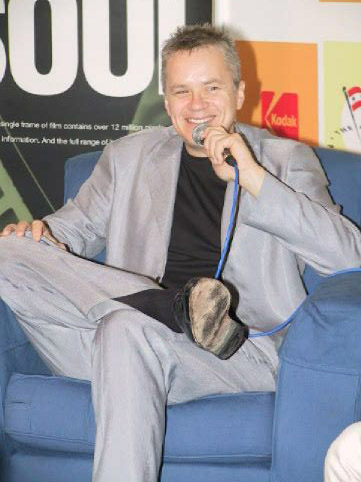
تیم رابینز در ۲۰۰۱

رابینز از سال ۱۹۸۸ تا سال ۲۰۰۹ با سوزان ساراندون در رابطه بود. آن‌ها با یکدیگر صاحب ۲ فرزند به نام‌های John "Jack" Henry و Miles Guthrie شدند.
او از فعالان شدید عرصهٔ سیاسی آمریکا و از مخالفان سرسخت جورج دبلیو بوش و جنگ عراق بود تا جایی که پانزدهمین سالگرد فیلم Bull Durham در سالن افتخارات از طرف Petroskey Dale Petroskey کنسل شد او عقیده داشت که اظهارات رابینز باعث پایین آوردن جایگاه آمریکا می‌شد و سربازان را در معرض خطر بیشتری قرار می‌دهد.
از نظر رابینز کوین کاستنر، کلینت ایستوود و Jack Valenti تنها کسانی هستند که در صنعت هالیوود به خاطر آزادی بیان ایستادن و اظهار داشت که با وجود اختلافات دیدگاهی می‌توان نقاط مشترکی را در هر سطحی از اختلافات پیدا کرد.
تیم از طرفداران سرسخت بیسبال و هاکیست. خود او با ۱٫۹۵ سانتی‌متر قد بلند قامت‌ترین برنده اسکار شناخته می‌شود.

## فیلم‌ها
- ۲۰۱۴ -زندگی تبهکاری
- ۲۰۱۲ - وی‌اچ‌یس
- ۲۰۱۲ - با تشکر برای به اشتراک گذاری
- ۲۰۱۱ - فانوس سبز
- ۲۰۰۸ - خوش شانس‌ها
- ۲۰۰۵ - زاتورا:یک ماجرای فضایی
- ۲۰۰۵ - جنگ دنیاها
- ۲۰۰۵ - زادورا
- ۲۰۰۳ – کد ۴۶
- ۲۰۰۳ - رودخانه مرموز
- ۲۰۰۳ - حقیقت درباره چارلی
- ۲۰۰۱ – طبیعت انسان
- ۲۰۰۰ – مأموریت به مریخ
- ۱۹۹۹ – جاده آرلینگتون
- ۱۹۹۷ – چیزی برای از دست دادن نیست
- ۱۹۹۴ - وکیل هادساکر
- ۱۹۹۴ – آی کیو
- ۱۹۹۴ - رستگاری در شاوشنک
- ۱۹۹۳ - برش‌های کوتاه
- ۱۹۹۰ – نردبان یعقوب
- ۱۹۹۰ – مرد کادیلاک
- ۱۹۸۸ – پنج گوشه
- ۱۹۸۸ - بول دورهام
- ۱۹۸۸ - گردباد
- ۱۹۸۸ - تیپهدس
- ۱۹۸۶ - تاپ گان
- ۱۹۸۶ - هاوارد اردکه
- ۱۹۸۵ - حتما
- ۱۹۸۴ - بدون عشق‌بازی کوچک
- ۱۹۸۳ - شاهزاده خانم کوارتربک

## سریال
- ۲۰۲۳ - سیلو در نقش برنارد هالند

## جوایز
- برنده جایزه اسکار بهترین بازیگر نقش مکمل مرد سال ۲۰۰۳ برای فیلم رودخانه میستیک
- نامزد بفتای بهترین بازیگر نقش اول مرد برای فیلم بازیگر در سال ۱۹۹۲
- نامزد بفتای بهترین بازیگر نقش مکمل مرد برای فیلم رودخانه میستیک در نقش دیو بویل در سال ۲۰۰۳